# Vincetoxicum raddeanum
Vincetoxicum raddeanum là một loài thực vật có hoa trong họ La bố ma. Loài này được Alboff miêu tả khoa học đầu tiên năm 1895.